# Édouard Laillet
Édouard Laillet, né le 20 mars 1853 à Bains-les-Bains (Vosges) et mort le 26 décembre 1927 à Paris, est un ingénieur civil, un cartographe et un écrivain.

## Biographie
Jacques Eugène Édouard Laillet naît à Bains-les-Bains dans une famille aisée. Il est le fils de Constant Laillet (1818-1870), notaire à Bains-les-Bains de 1846 à 1857 puis notaire à Épinal, et de Léonie Poirot de Valcourt. 
En 1870, tout juste bachelier, il participe à la défense de la ville d'Épinal menacée par les Prussiens. Il est fait prisonnier mais réussit à s'évader et à rejoindre Lyon.
Il intègre l'École centrale des arts et manufactures de Paris en 1873,  et en est diplômé ingénieur en 1876. Engagé par la maison Roux et Fraissinet, de Marseille, il embarque pour Madagascar, à bord de La Mésange,  il part pour installer, à Manahoro, sur la côte ouest,  une usine à décortiquer le riz. 
Il profite de sa connaissance de l’île pour établir pour le gouvernement français une carte des mouillages de la côte Est de Madagascar ; ce travail donnera matière à l'ouvrage qu'il publiera en  1877, Les Ports et mouillages de la côte Est de Madagascar.
Il fonde à Madagascar le Syndicat de la Presse coloniale française, dont le but est de fédérer tous les journaux français publiés à l'étranger et aux colonies. 
Il est aussi le fondateur puis le président d'honneur de la Société des colons français de Madagascar dont le but est de favoriser l'influence française et aussi d'apporter de l'aide aux Français en difficulté habitant à Madagascar.
Lors de la guerre franco-malgache de 1883 consécutive au refus du Royaume de Merinas d'accepter un Protectorat, Édouard Laillet est d'une grande utilité au contre-amiral Paul-Émile Miot par sa connaissance parfaite du pays.
De retour en France, il installe à Raismes, avec Paul Leprince, une usine de torréfaction de café.

« M. Paul Leprince et son ami, M. Édouard Laillet, ingénieurs, ont eu la première idée, en 
1888, de créer une usine dans le but de nettoyer et trier mécaniquement le café avant sa torréfaction, afin de le débarrasser des matières étrangères: pierres, poussières, brisures, qui entrent dans la proportion relativement élevée de 4 à 5 pour cent de sa composition indigène. Par la pureté des fèves ainsi obtenues, le café torréfié possède le maximum de ses qualités toniques et aromatiques si appréciées des fins
connaisseurs. »

L'usine et ses machines, conçues par les deux ingénieurs, vaut à Laillet et Leprince des récompenses aux expositions universelles de Paris, Bruxelles et Londres.
Sa connaissance de Madagascar lui vaut d'être une source d'information pour la presse. Lors de son retour d'un séjour de quatre mois sur l'île, le quotidien Le Temps donne à ses lecteurs l'avis de Laillet sur les troubles qui agitent le pays.
Sa sœur, Marie, de dix ans sa cadette, épousera Léon Suberbie, le fondateur de la Société des mines d'or de Suberbieville sur la côte ouest de Madagascar, avec lequel Édouard Laillet publiera certains de ses travaux cartographiques.
Il meurt le 26 décembre 1927 en son domicile, au no 22, rue Condorcet  dans le 9e arrondissement de Paris.

## Distinctions
- Officier de l'instruction publique.

## Œuvres d'Édouard Laillet
- Renseignements utiles sur Madagascar : Ports et mouillages de la côte Est de l'île., éd. De Collot, Paris 1877.
- La France orientale : l'île de Madagascar., éd. Challamel Ainé, Paris, 1884.
- Le Mariage de Robinson, éd. Dentu, Paris, 1888.
- L'Ami Grandfricas, éd. Dentu, Paris, 1887.
- Du rire aux larmes, contes et nouvelles, éd. L. Sauvaître, Paris, 1893.

### Cartes
- avec Léon Suberbie, Carte de Madagascar, éd. Challamel, Paris, 1889, 1895.
- avec Léon Suberbie, Carte de Majunga et Tananarive, éd. Challamel, Paris, 1895.
- Expédition de Madagascar, éd. Challamel, Paris, 1895.